# Karl Schröder (Künstler, 1760)
Karl Schröder (* 18. Oktober 1760 in Braunschweig; † 6. April 1844 ebenda) war ein deutscher Zeichner, Kupferstecher und Radierer.

## Leben
Karl Schröder wurde im Jahr 1760 in Braunschweig geboren, als Sohn eines herzoglichen Hoftapezierers und späteren Hausverwalters des Lustschlosses Salzdahlum bei Wolfenbüttel. Der Vater starb im Jahr 1807.
Seine Jugendzeit in Salzdahlum mit seiner Gemäldegalerie, die sich heute im Herzog Anton Ulrich-Museum in Braunschweig befindet, weckte früh das Kunstinteresse Schröders. Zeichenunterricht nahm er bei dem Maler und Miniaturisten Philipp Wilhelm Oeding am Collegium Carolinum in Braunschweig. Eine Ausbildung zum Kupferstecher erhielt er an der „Reichsstädtischen Kunstakademie“ in Augsburg, deren Mitglied er später wurde. Später ging Schröder nach Paris und wurde Schüler von Johann Georg Wille. Mit Aufenthalt über Düsseldorf kehrte Schröder nach Braunschweig zurück, wo er eine Pension des Herzogs erhielt.
Als im Jahr 1806 infolge der französischen Besetzung Braunschweigs durch napoleonische Truppen die Zahlungen der herzoglichen Pension ausblieben, gründete er in Braunschweig eine Zeichenakademie. Ab Dezember 1814 wurden Schröders Pensionszahlungen durch Herzog Friedrich Wilhelm unter der Auflage fortgesetzt, den als Oberkommissar der Porzellanmanufaktur Fürstenberg in Fürstenberg tätigen Anton Carl Rammelsberg als Zeichenlehrer am Collegium Carolinum zu vertreten. Zum offiziellen Nachfolger Rammelsbergs wurde er erst im Jahr 1830 berufen. Karl Schröder erhielt den Titel „Hofkupferstecher“, trat 1835 in den Ruhestand und starb am 6. April 1844 in Braunschweig.

## Werk
Schröder zeichnete und stach meist Gemälde der Salzdahlumer Galerie, Porträts der Braunschweiger Fürstenfamilie sowie Ansichten aus der Umgebung Braunschweigs. Er war ein vielseitiger Künstler, der verschiedene Techniken anwandte, wie die Punktiertechnik, die Schabkunst, die reine Radierung und auch Farbendrucktechniken beherrschte.
Zu den wenigen erhaltenen Ölgemälden zählen zwei zeitgeschichtliche Werke aus dem Jahr 1830, die den Schlossbrand und die Schlossruine beim Braunschweiger Volksaufstand gegen Herzog Karl II. darstellen. Die Gemälde befinden sich in der Sammlung des Städtischen Museums Braunschweig.